# Первая ласточка (фильм)
«Первая ласточка» (груз. პირველი მერცხალი) — комедийный художественный фильм 1975 года, снятый на киностудии «Грузия-фильм» режиссёром Наной Мчедлидзе.

## Сюжет
Этот фильм рассказывает о том, как жители грузинской провинции познакомились с новой для них игрой — футболом.
Действие фильма происходит в Поти. Время действия до 1917 года.
Первоначально игра пришла в довольно диком виде — все бегали по полю большой толпой безо всякой спортивной одежды и обуви, кто в чём был. Играла команда холостых против команды женатых. Игра проходила на необорудованном поле (если не считать жердей, заменяющих ворота). К тому же темпераментные зрители то и дело подыгрывали своей команде, а судьи на поле не было вообще.
Ясон (Давид Абашидзе) — идейный предводитель и лучший бомбардир — говорит своей команде после проигрыша, что в Европе совсем не так играют, там команды имеют имена (упомянул клубы «Бавария» и «Арсенал»). Сообща принимают решение создать свою команду. Первым делом они приобрели себе простейшую форму. Сыграли матч между командами Поти и Сенаки, конечно же победили. Воодушевлённые победой они направляются в порт и делают вызов команде турецкого шлюпа, но турки ставят условие: играть на деньги, 10 рублей, а деньги это немалые, и взять их игрокам негде. Но… вот они принимают решение и грузят в порту судно, таскают марганец. Заработанные деньги они ставят на кон. Игру выигрывают. Турки спешно отчаливают. Лишь потом, после эйфории победы и купания в Чёрном море команда поняла, что турки ставили на кон фальшивые банкноты.
Команда не унывала и вызвала на бой английских моряков. Те победили… Но команда по-прежнему не унывала, она верила, что всё ещё впереди.

## В ролях
- Давид Абашидзе — Ясон (дублирует Н. Граббе)
- Васо Надарая — Хвича (дублирует А. Вигдороров)
- Ипполит Хвичия — Варлам (дублирует Ю. Саранцев)
- Анзор Херхадзе — Вахтанг (дублирует В. Ферапонтов)
- Гурам Лордкипанидзе — Бежам (дублирует А. Белявский)
- Дмитрий Джаияни — Нури (дублирует В. Спиридонов)
- А. Кадеишвили — Чола (дублирует Ю. Мартынов)
- Темур Тавадзе — Иване (дублирует М. Чигарев)
- Г. Мчелидзе — Иосеб (дублирует М. Селютин)
- З. Шилакадзе — Джемал (дублирует В. Грачёв)
- Т. Мегрелидзе — Чичико (дублирует Р. Муратов)
- М. Кинцурашвили — Гуту (дублирует А. Голик)
- Джумбер Жвания — Бардга (дублирует Д. Нетребин)
- Гурам Пирцхалава — Орде (дублирует Г. Качин)
- Т. Дадиани — Пация (дублирует О. Маркина)
- Василий Чхаидзе — Элизбар (дублирует Ю. Боголюбов)
- Борис Пайчадзе — Борис (дублирует Б. Кордунов)
- Т. Хорава — Бикентий (дублирует С. Курилов)
- Ия Нинидзе — Елене (дублирует Т. Решетникова)
- Лаура Вартанян — Эсмеральда (дублирует Ю. Бугаева)
- Дудухана Церодзе
- Баадур Цуладзе — Квантре, содержатель ресторана (дублирует А. Карапетян)

## Съёмочная группа
- Режиссёр-постановщик: Нана Мчедлидзе
- Авторы сценария: Леван Челидзе, Нана Мчедлидзе
- Оператор-постановщик: Георгий Челидзе
- Художник-постановщик: Дмитрий Такаишвили
- Композитор: Джансуг Кахидзе
- Звукорежиссёр: Мадонна Тевзадзе

## Призы и награды
1976 — 9 Всесоюзный кинофестиваль (Фрунзе):
- Премия за лучшую кинокомедию — фильму «Первая ласточка»;
- 1й приз за актёрскую работу — Давид Абашидзе.